# جوناتان سوريا
جوناتان سوريا (بالإسبانية: Jonatan Soria)‏ هو لاعب كرة قدم أرجنتيني في مركز الوسط، ولد في 25 أغسطس 1989 في Villa Domínico ‏ في الأرجنتين. لعب مع Estudiantes de Buenos Aires ‏.

## وصلات خارجية
- جوناتان سوريا على موقع Soccerway.com (الإنجليزية)